# Ligue des champions de l'OFC 2012-2013
Navigation
Édition précédente Édition suivante
La Ligue des champions de l'OFC 2012-2013 est la 12e édition de la Ligue des champions de l'OFC. Elle met aux prises les champions des différentes nations affiliées à la Confédération du football d'Océanie (OFC).
La compétition subit plusieurs modifications par rapport aux éditions précédentes :
- Un tour préliminaire oppose les clubs champions de quatre nations océaniennes jusque-là absentes de la Ligue des champions : les Tonga, les Samoa américaines, les îles Cook et les Samoa. Le vainqueur de ce tour se qualifie pour le barrage.
- En barrage, le vainqueur du tour préliminaire affronte le champion de la fédération ayant eu les moins bons résultats lors de l'édition précédente (en l'occurrence le champion de Nouvelle-Calédonie), afin de rejoindre les sept autres formations, assurées de démarrer la compétition en phase de poules.
- La phase finale s'élargit avec l'instauration des demi-finales croisées qui opposent les deux premiers de chaque groupe du premier tour.
- La finale de la compétition n'est plus jouée en matchs aller et retour mais, conformément aux Ligues des champions jouées sur les autres continents, se dispute sur un match unique. Cette année, c'est à Auckland que les deux clubs finalistes s'affrontent,

Avec ces changements, la Ligue des champions occupe une place de plus en plus importante dans le calendrier océanien. Elle passe d'un format de 26 à 36 matchs et elle s'étale sur presque un an, de mai 2012 à mai 2013 (la précédente édition a duré six mois seulement).

## Participants
La Ligue des champions s'élargit avec l'entrée de quatre nations supplémentaires, portant à 12 le nombre de clubs engagés dans cette compétition.
| Pays                                                                                                  | Club                 | Qualification                                                                |
| Phase de groupes                                                                                      | Phase de groupes     | Phase de groupes                                                             |
| --- | -------------------- | ---------------------------------------------------------------------------- |
| Fidji                                                                                                 | Ba FC                | Champion des Fidji 2011                                                      |
| Nouvelle-Zélande                                                                                      | Waitakere United     | Champion de Nouvelle-Zélande 2011-2012                                       |
| Nouvelle-Zélande                                                                                      | Auckland City FC     | Vainqueur de la phase régulière du Championnat de Nouvelle-Zélande 2011-2012 |
| Papouasie-Nouvelle-Guinée                                                                             | PRK Hekari           | Champion de Papouasie-Nouvelle-Guinée 2011-2012                              |
| Îles Salomon                                                                                          | Solomon Warriors FC  | Champion des Îles Salomon 2012                                               |
| Polynésie française                                                                                   | AS Dragon            | Champion de Polynésie française 2011-2012                                    |
| Vanuatu                                                                                               | Amicale FC           | Vainqueur de la National Soccer League 2012                                  |
| Barrage (Association ayant les plus mauvais résultats de la phase de groupes de l'édition précédente) |                      |                                                                              |
| Nouvelle-Calédonie                                                                                    | AS Mont-Dore         | Champion de Nouvelle-Calédonie 2011                                          |
| Tour préliminaire (Associations en développement)                                                     |                      |                                                                              |
| Samoa américaines                                                                                     | Pago Youth           | Champion des Samoa américaines 2011                                          |
| Îles Cook                                                                                             | Tupapa Maraerenga FC | Champion des îles Cook 2011                                                  |
| Samoa                                                                                                 | Kiwi FC              | Champion des Samoa 2010-2011                                                 |
| Tonga                                                                                                 | Lotoha'apai United   | Champion des Tonga 2010-2011                                                 |

## Compétition

### Tour préliminaire
Le tour préliminaire se déroule sous un format de mini-championnat à quatre, les équipes se rencontrant une seule fois. Cette phase se déroule du 1er au 5 mai aux Tonga.
Légende des classements
- Qualifié pour le barrage

Légende des résultats
- Victoire
- Match nul
- Défaite

| Rang | Équipe               | Pts | J | G | N | P | Bp | Bc | Diff |  | Résultats            | Drapeau des Îles Cook | Drapeau des Tonga | Drapeau des Samoa | Drapeau des Samoa américaines |
| ---- | -------------------- | --- | - | - | - | - | -- | -- | ---- |  | -------------------- | --------------------- | ----------------- | ----------------- | ----------------------------- |
| 1    | Tupapa Maraerenga FC | 7   | 3 | 2 | 1 | 0 | 14 | 4  | +10  |  | Tupapa Maraerenga FC |                       | 3-3               | 2-1               | 9-0                           |
| 2    | Lotoha'apai United   | 7   | 3 | 2 | 1 | 0 | 11 | 4  | +7   |  | Lotoha'apai United   |                       |                   | 2-1               | 6-0                           |
| 3    | Kiwi FC              | 3   | 3 | 1 | 0 | 2 | 7  | 5  | +2   |  | Kiwi FC              |                       |                   |                   | 5-1                           |
| 4    | Pago Youth           | 0   | 3 | 0 | 0 | 3 | 1  | 20 | -19  |  | Pago Youth           |                       |                   |                   |                               |

### Barrage
Le barrage se joue sur un seul match aux Tonga le 8 mai 2012.
| Équipe 1             | Résultat | Équipe 2     |
| -------------------- | -------- | ------------ |
| Tupapa Maraerenga FC | 1 - 3    | AS Mont-Dore |

### Phase de groupes
Légende des classements
- Qualifié pour les demi-finales

Légende des résultats
- Victoire à domicile
- Match nul
- Victoire à l'extérieur

#### Groupe A
| Rang | Équipe              | Pts | J | G | N | P | Bp | Bc | Diff |  | Résultats (▼ dom., ► ext.) |     |     |     |     |
| ---- | ------------------- | --- | - | - | - | - | -- | -- | ---- |  | -------------------------- | --- | --- | --- | --- |
| 1    | Ba FC               | 16  | 6 | 5 | 1 | 0 | 16 | 4  | +12  |  | Ba FC                      |     | 2-0 | 2-0 | 5-0 |
| 2    | Amicale FC          | 10  | 6 | 3 | 1 | 2 | 7  | 4  | +3   |  | Amicale FC                 | 1-2 |     | 2-0 | 2-0 |
| 3    | PRK Hekari United   | 4   | 6 | 1 | 1 | 4 | 5  | 12 | -7   |  | PRK Hekari United          | 1-3 | 0-0 |     | 2-1 |
| 4    | Solomon Warriors FC | 4   | 6 | 1 | 1 | 4 | 7  | 15 | -8   |  | Solomon Warriors FC        | 2-2 | 0-2 | 4-2 |     |

#### Groupe B
| Rang | Équipe           | Pts | J | G | N | P | Bp | Bc | Diff |  | Résultats (▼ dom., ► ext.) | Drapeau de la Nouvelle-Zélande | Drapeau de la Nouvelle-Zélande |     |      |
| ---- | ---------------- | --- | - | - | - | - | -- | -- | ---- |  | -------------------------- | ------------------------------ | ------------------------------ | --- | ---- |
| 1    | Waitakere United | 13  | 6 | 4 | 1 | 1 | 9  | 6  | +3   |  | Waitakere United           |                                | 1-3                            | 0-0 | 3-1  |
| 2    | Auckland City FC | 10  | 6 | 3 | 1 | 2 | 19 | 8  | +11  |  | Auckland City FC           | 0-1                            |                                | 1-3 | 12-2 |
| 3    | AS Dragon        | 9   | 6 | 2 | 3 | 1 | 9  | 5  | +4   |  | AS Dragon                  | 0-1                            | 1-1                            |     | 1-1  |
| 4    | AS Mont-Dore     | 1   | 6 | 0 | 1 | 5 | 7  | 25 | -18  |  | AS Mont-Dore               | 2-3                            | 0-2                            | 1-4 |      |

### Phase finale

#### Demi-finales
Les demi-finales se jouent les 4, 5, 10 et 11 mai 2013.
| Équipe 1         | Résultat | Équipe 2         | Aller | Retour |
| ---------------- | -------- | ---------------- | ----- | ------ |
| Auckland City FC | 7 -1     | Ba FC            | 6 - 1 | 1 - 0  |
| Amicale FC       | 1 - 4    | Waitakere United | 0 - 2 | 1 - 2  |

#### Finale
La finale se joue sur un match unique, disputé le 19 mai 2013 à Auckland.
| Entraîneur :  |
| Paul Marshall |

| Entraîneur :     |
| Ramon Tribulietx |

| Entraîneur :  |
| Paul Marshall |

| Entraîneur :     |
| Ramon Tribulietx |